# 안천중학교 (서울)
안천중학교(安川中學校)는 대한민국 서울특별시 금천구 독산동에 있는 공립 중학교이다.

## 학교 연혁
- 1991년 1월 21일 : 학교 설립 인가(36학급)
- 1991년 2월 7일 : 제1학년 12학급 배정
- 1991년 3월 1일 : 초대 정규운 교장 취임
- 1991년 3월 5일 : 제1회 입학식(602명)
- 1991년 6월 5일 : 개교식
- 2002년 11월 16일 : 정보화센터 준공
- 2021년 9월 1일 : 제11대 채한석 교장 취임
- 2022년 12월 30일 : 제30회 졸업식(132명)
- 2023년 3월 2일 : 신입생 입학(164명)

## 참고 자료
- 안천중학교 - 한국교육학술정보원 학교알리미